# Il Cerchio d'Oro
Il Cerchio d'oro foi um grupo de rock progressivo italiano dos anos 1970.

## História
O grupo foi fundado em Savona, em 1974, pelo tecladista Franco Piccolini, junto aos irmãos Giuseppe Terribile (voz solista, guitarra e baixo) e Gino Terribile (bateria e voz). No ano seguinte se uniram ao guitarrista Roberto Giordana e ao tecladista Giorgio Pagnacco. Em 1979, a formação adquiriu mais dois guitarristas, Maurizio Bocchino e Piuccio Pradal.
O estilo é caracterizado por um rock sinfônico definido com guitarras elétricas, órgão elétrico, piano e sintetizador.
Após três anos de concertos, em 1977, o grupo cria o primeiro 45 rotações intitulado Fra quattro mura/Futuro prossimo. No ano seguinte sai o segundo single Funky dream/L'amore mio, seguido da última criação Too many nights/Dolce strega.
Em 1999, a Mellow Records publicou o CD homônimo com doze gravações inéditas de 1976 e todas as músicas contidas nos 45 rotações da época. A última publicação é de 2005, um vinil de 33 rotações intitulado La quadratura del Cerchio contendo outras nove músicas da época, entra as quais, regravações dos grupos The Trip, Le Orme e New Trolls.
A banda se dissolveu em 1980 para depois se reunir em 2005 quando saiu o álbum 33 rotações em tiragem limitada a 300 cópias numeradas, produzidas pela etiqueta independente Psych Out.
Em 2008, foi publicado em CD digipack e LP, pela Black Window, o disco conceitual "Il viaggio di Colombo". 

## Discografia

### Álbum
- il Cerchio D'Oro MMP 334 (Mellow Records, 1999)
- La quadratura del Cerchio (album)|La Quadratura del Cerchio]] PO 33018 (Psych Out, 2005)
- Il viaggio di Colombo BWRCD 109-2 (Black Widow Records, 2008)

### Singles
- Quattro mura/Futuro prossimo ABN 22 (Playphone, 1977)
- Funky dream/L'amore mio FC 1052 (Golden, 1978)
- Too many nights/Dolce strega FC 1060  (Golden, 1979)